# George Quaintance
George Quaintance (Contea di Page, 3 giugno 1902 – 8 novembre 1957) è stato un pittore, scenografo, fotografo e ballerino statunitense, conosciuto inizialmente soprattutto all'interno della comunità gay per le sue creazioni di nudo maschile nella fotografia in stile beefcake.

## Biografia
Apertamente omosessuale fin dall'adolescenza, anche se in maniera molto discreta e da velato per non incorrere nella persecuzione legale allora vigente, fu brevemente sposato nel 1929 con Miriam Chester. Nel 1930 iniziò a lavorare come parrucchiere ma poco dopo decise di diventare illustratore di copertine di riviste.
Le sue opere, finemente disegnate e dipinte, raffiguranti scene ambientate in epoche e ambienti come il selvaggio far West o l'antica Grecia e l'antica Roma o l'ambiente dei matador, sono versioni idealizzate in cui uomini muscolosi, nudi o seminudi, si pongono in situazioni di intimo cameratismo.
La sua arte ha contribuito a creare lo stereotipo dello "stallone macho", ben presente all'interno del mondo omosessuale americano dell'immediato dopoguerra; pioniere dell'estetica gay ha influenzato anche molti artisti successivi tra cui Tom of Finland.
Morì per un attacco di cuore a 55 anni.